# إموري كينغ
إموري كينغ (بالإنجليزية: Emory King)‏ هو صحفي وكاتب بليزي، ولد في 22 فبراير 1931 في جاكسونفيل في الولايات المتحدة، وتوفي في 14 أغسطس 2007.

## وصلات خارجية
- إموري كينغ على موقع IMDb (الإنجليزية)